# Grimmia orbicularis
Grimmia orbicularis är en bladmossart som beskrevs av Bruch in Wilson 1844. Grimmia orbicularis ingår i släktet grimmior, och familjen Grimmiaceae. Inga underarter finns listade i Catalogue of Life.

## Bildgalleri

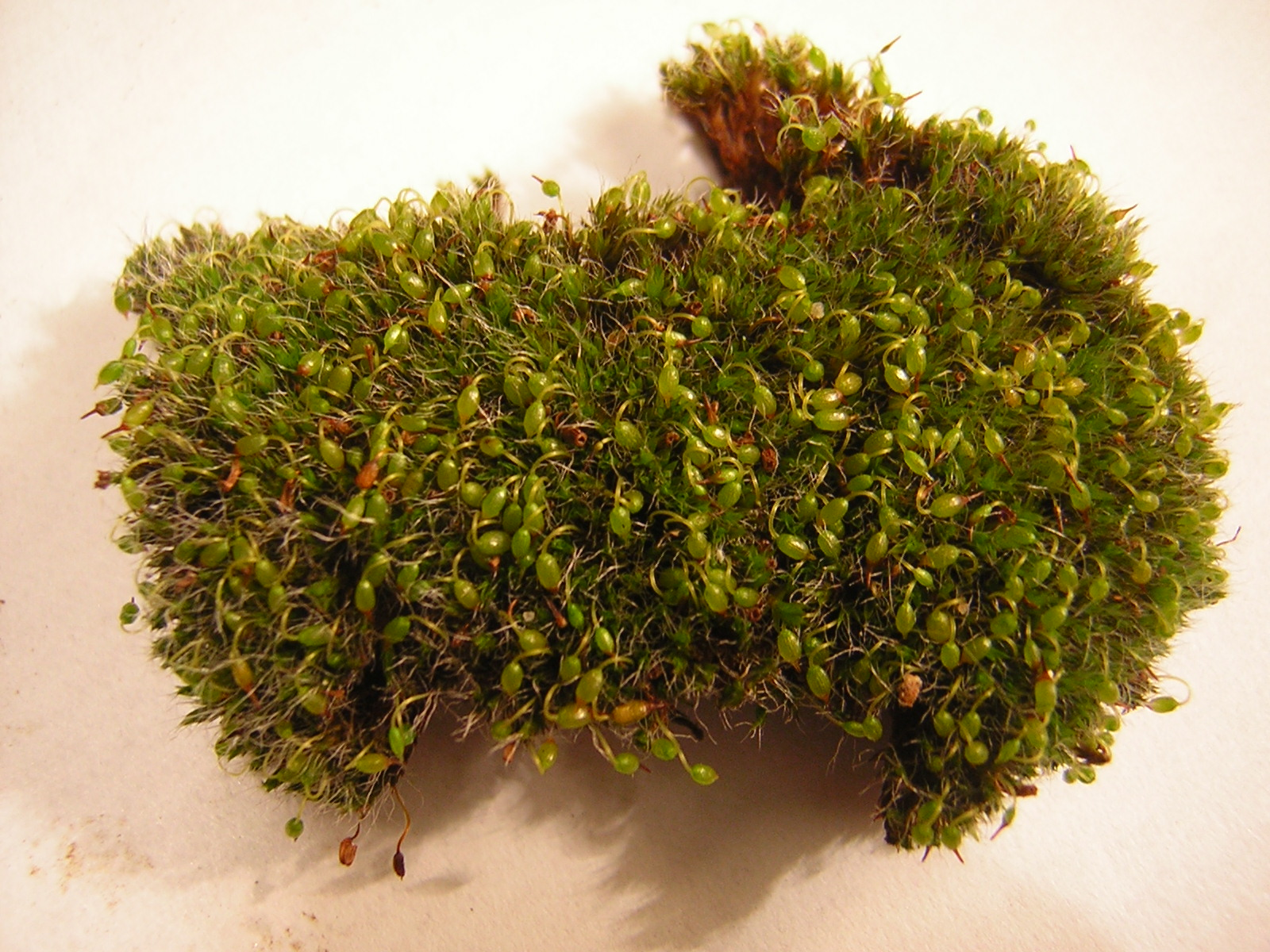
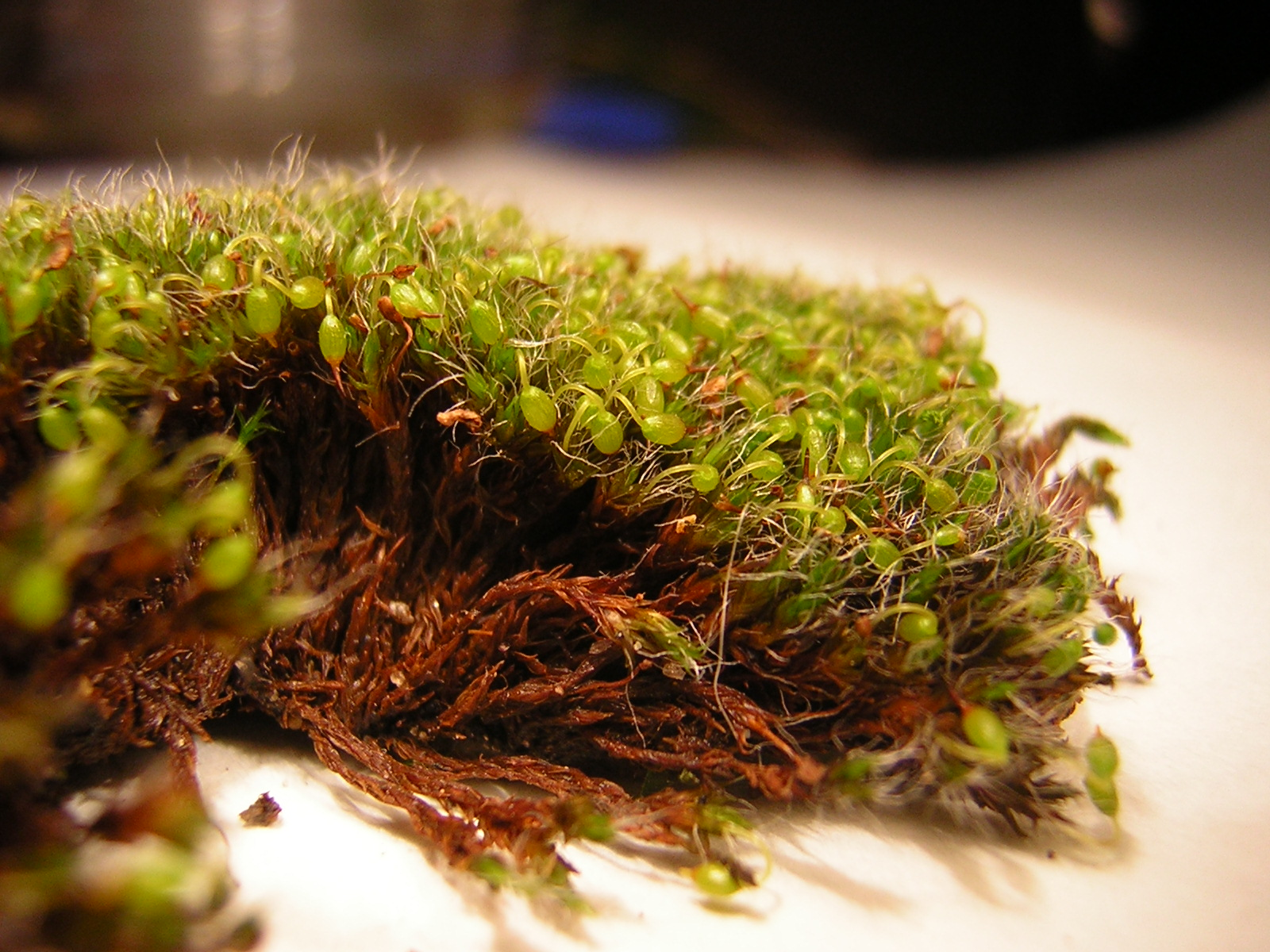
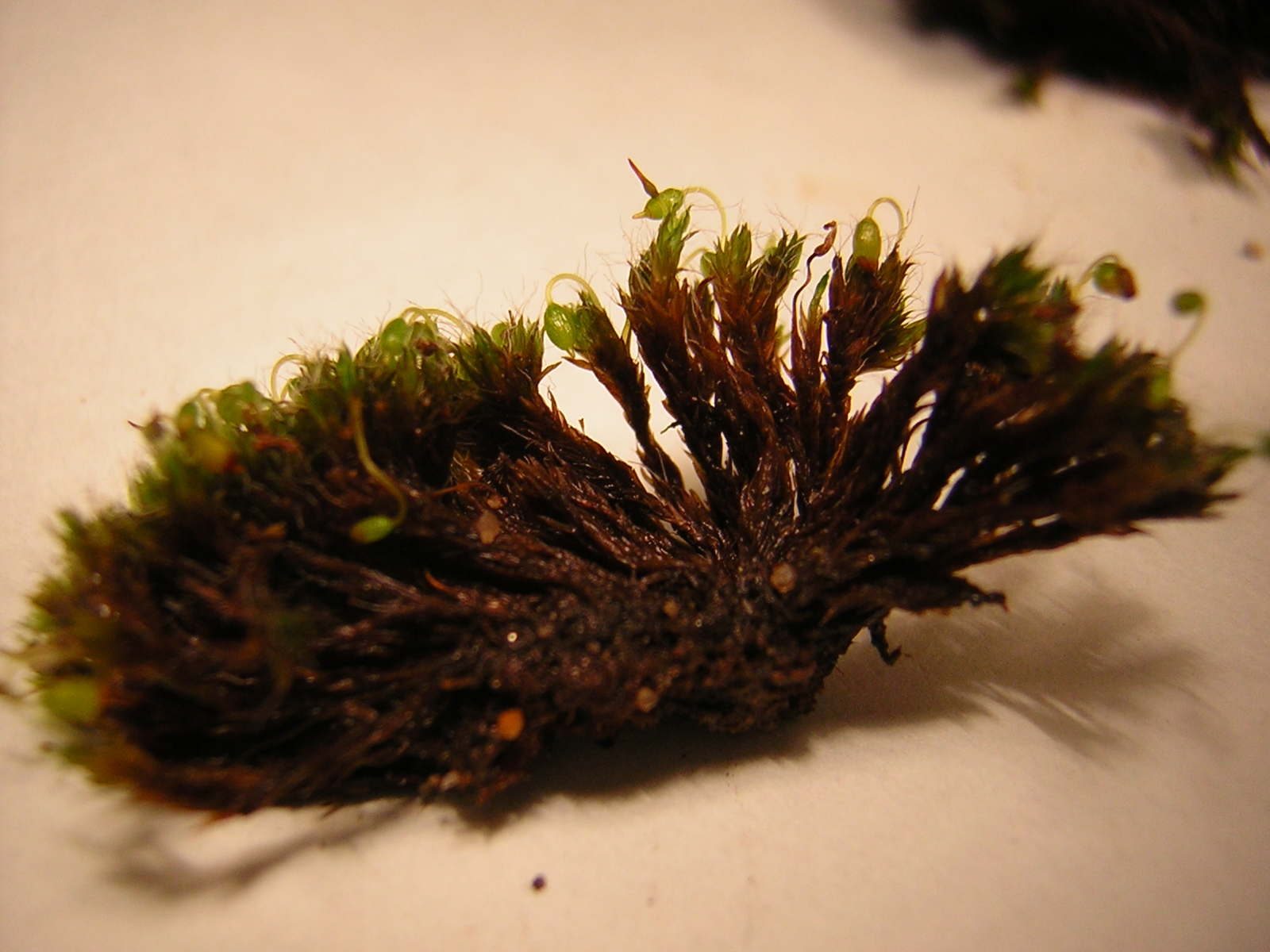
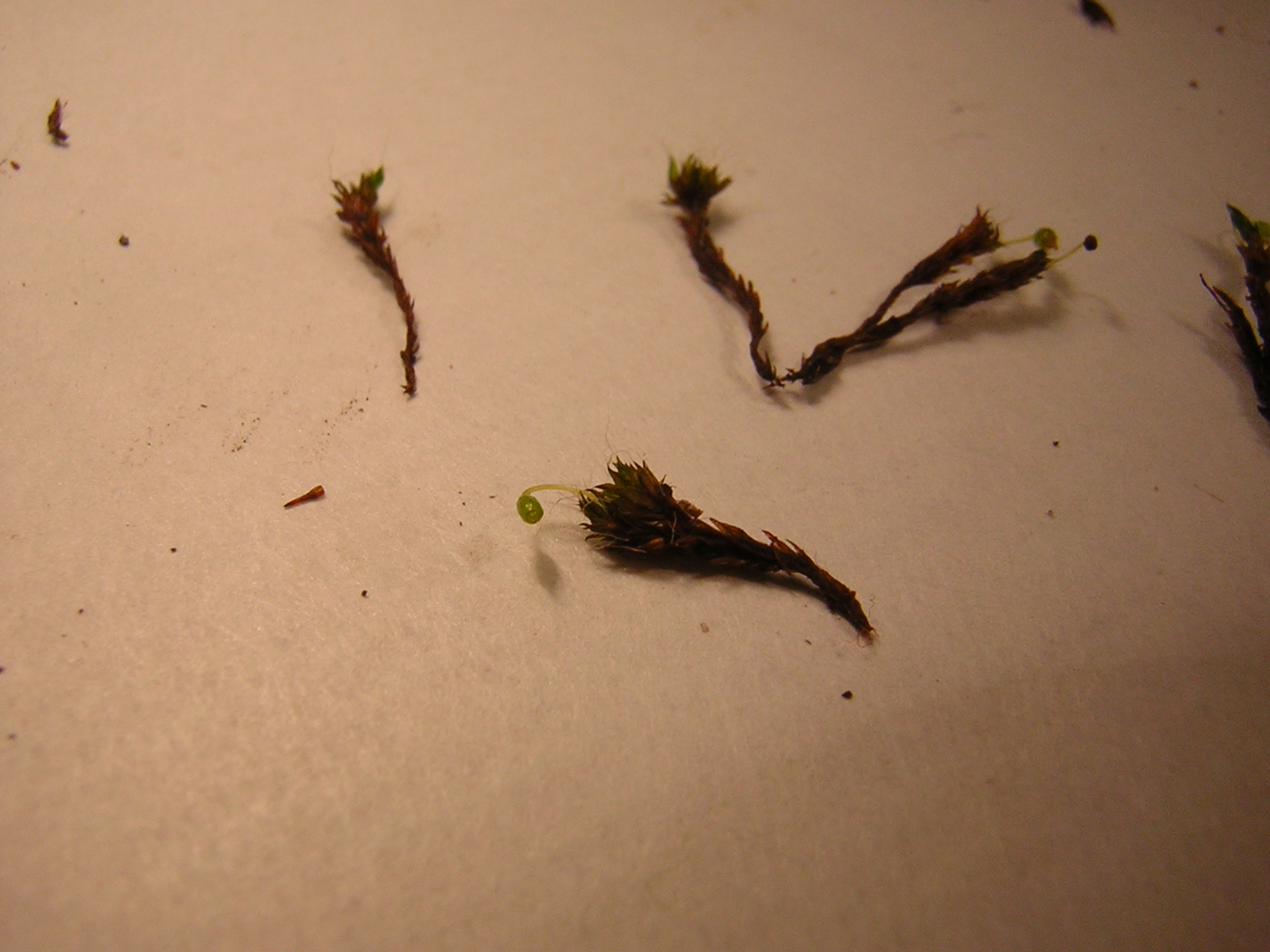